# (3159) Prokofiev
(3159) Prokofiev, désignation internationale (3159) Prokofʹev, est un astéroïde de la ceinture principale.

## Description
(3159) Prokofiev est un astéroïde de la ceinture principale. Il fut découvert par Tamara Smirnova le 26 octobre 1976 à Nauchnyj. Il présente une orbite caractérisée par un demi-grand axe de 2,57 UA, une excentricité de 0,106 et une inclinaison de 14,58° par rapport à l'écliptique.
Il fut nommé en hommage à l'astronome professionnel Vladimir Konstantinovich Prokofiev (1891-1953).

## Compléments